# Lithops schwantesii
Lithops schwantesii är en isörtsväxtart. Lithops schwantesii ingår i släktet Lithops och familjen isörtsväxter.

## Underarter
Arten delas in i följande underarter:
- L. s. gebseri
- L. s. schwantesii
- L. s. christinae
- L. s. kunjasensis
- L. s. marthae
- L. s. rugosa
- L. s. urikosensis

## Bildgalleri

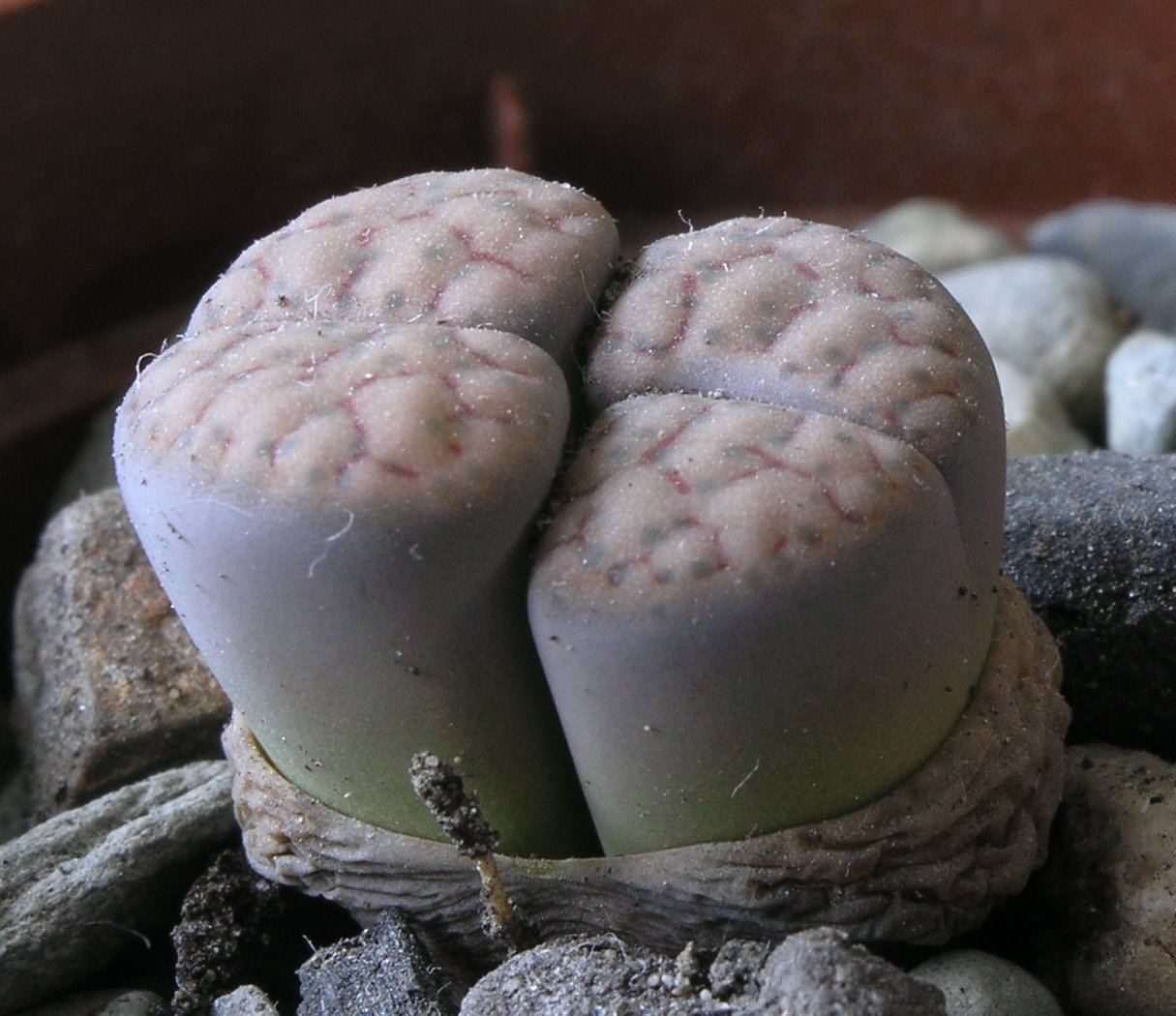
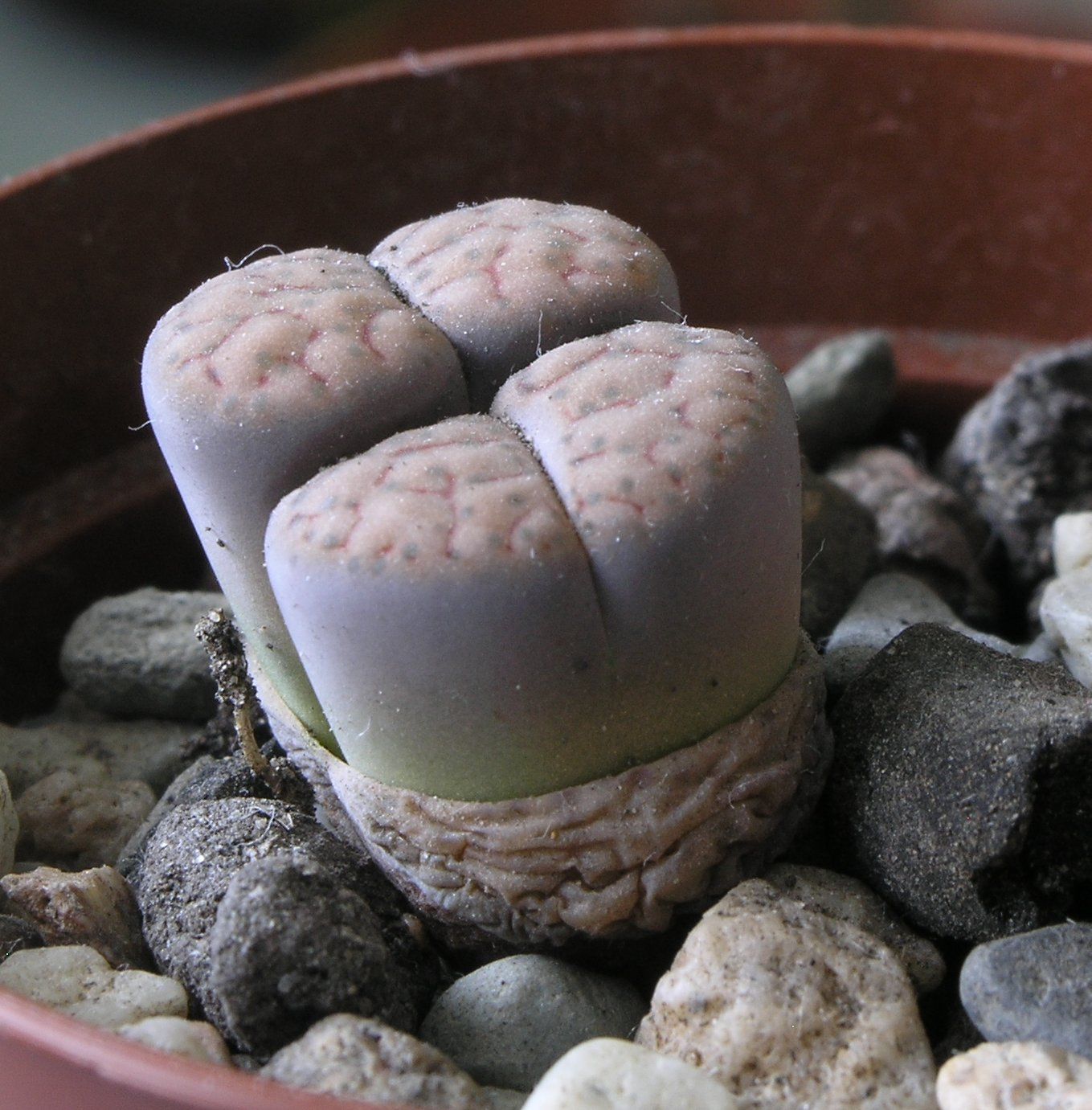
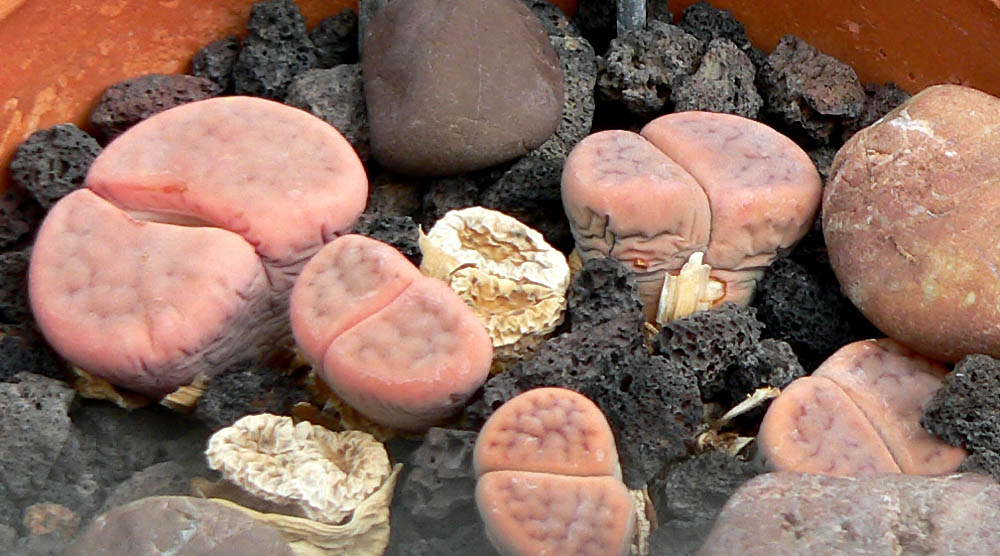
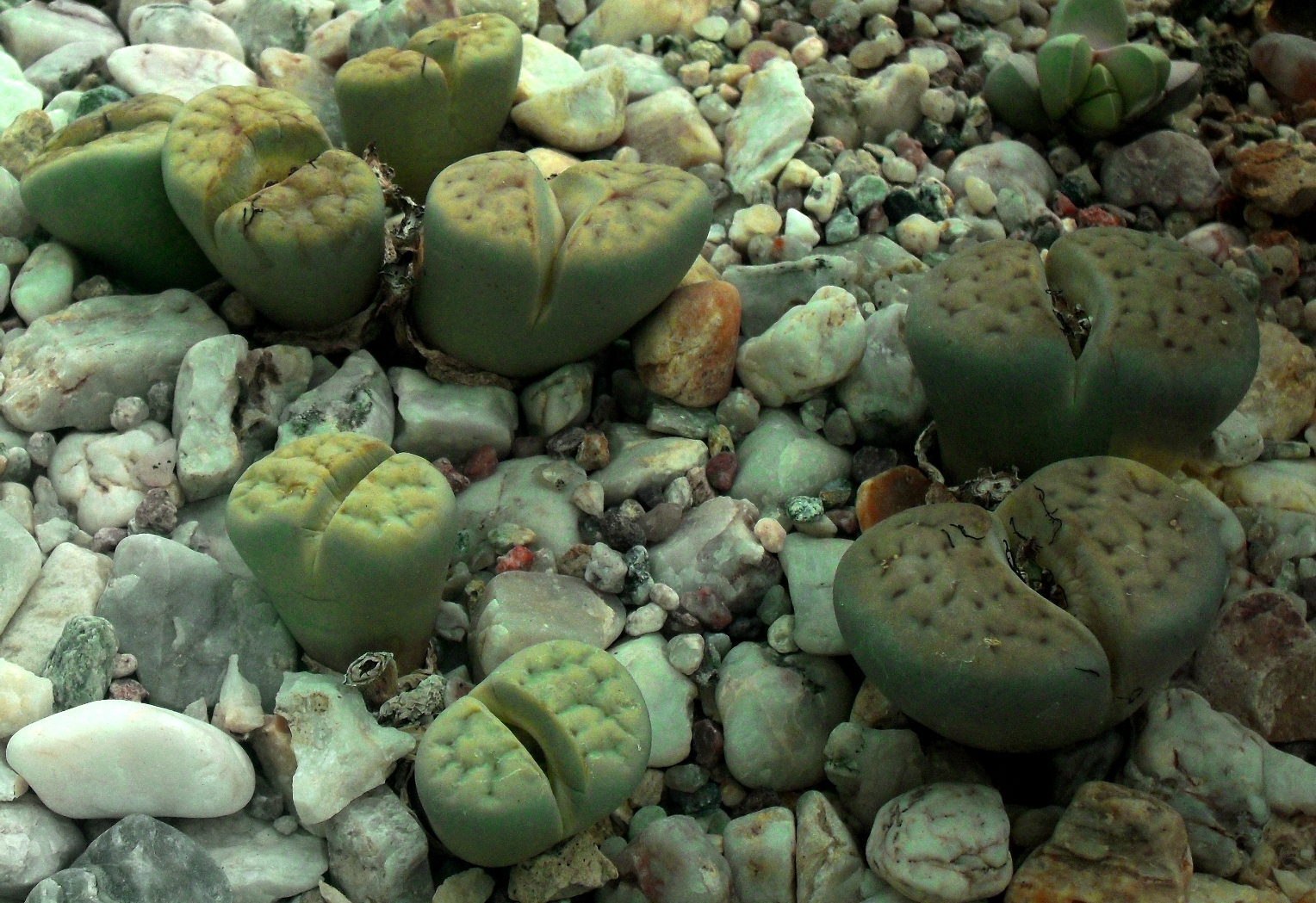
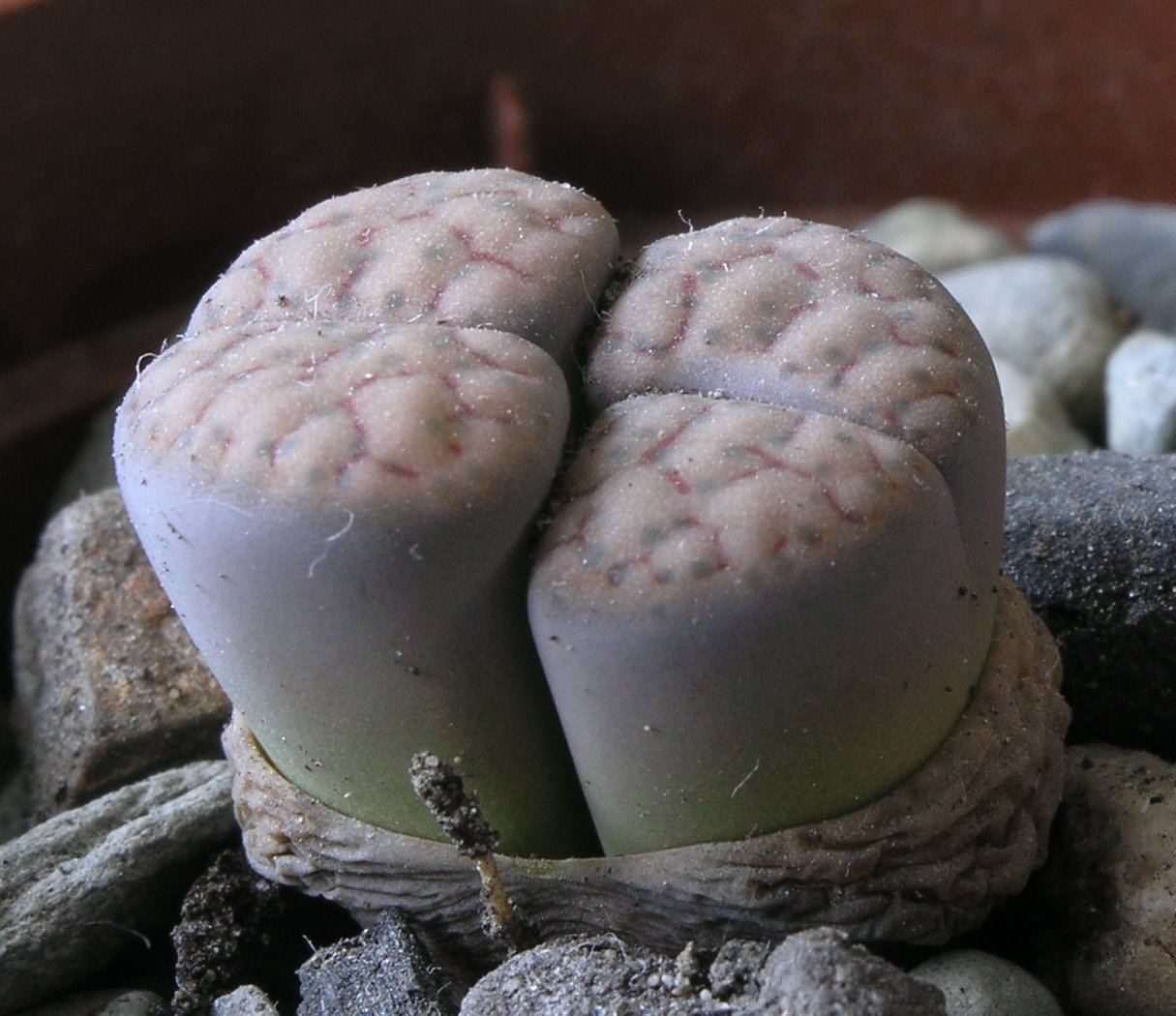
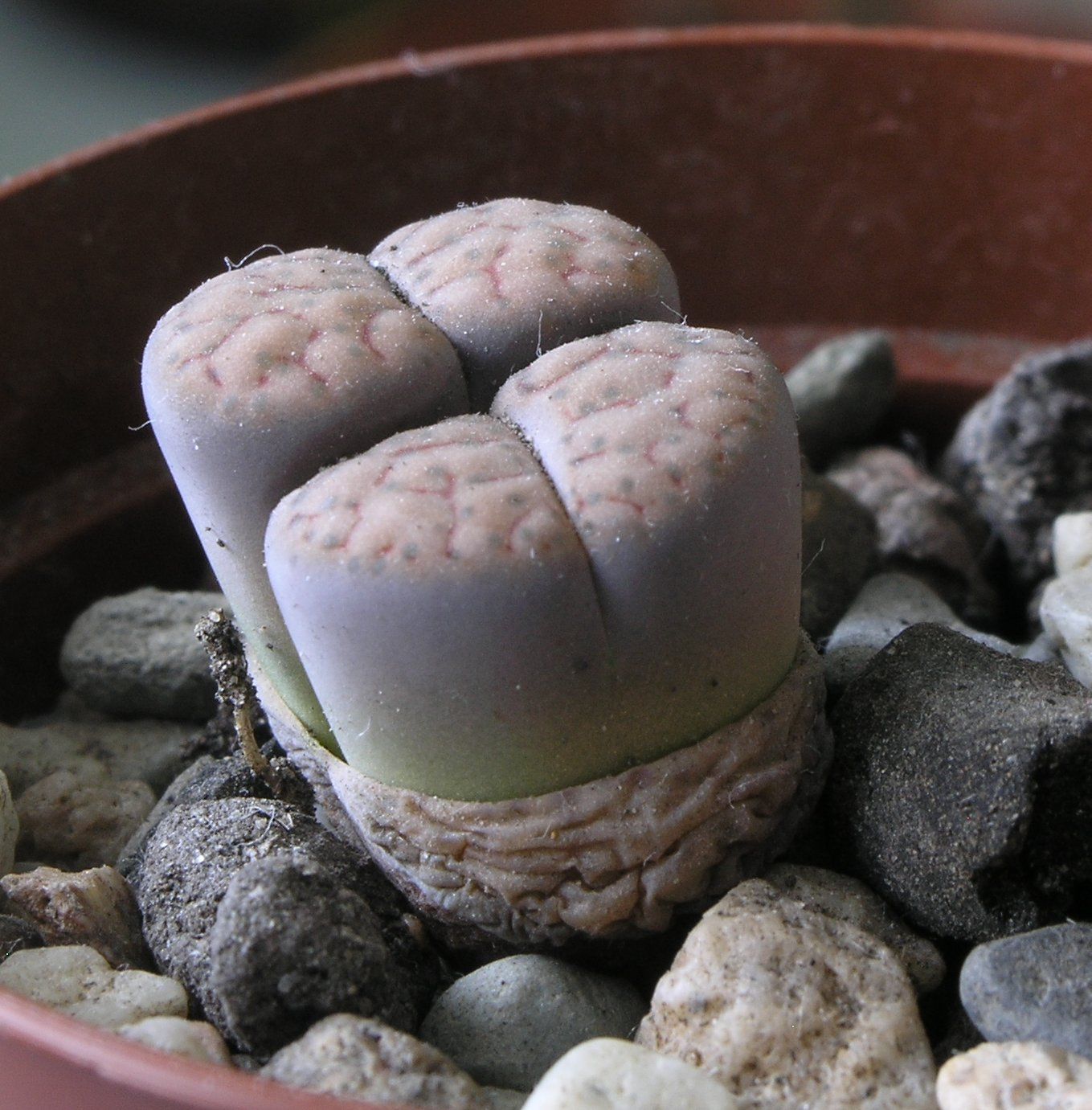